# Гресский сельсовет
Гресский сельсовет — административная единица на территории Слуцкого района Минской области Беларуси. 

## История
В 2013 году в состав сельсовета вошли 7 населённых пунктов упразднённого Маяковского сельсовета.
Населённые пункты Веробьёво, Евладовичи, Забелы, Ульяновка, Шведы, Шищицы включены в состав Гацуковского сельсовета.

## Состав
Гресский сельсовет включает 19 населённых пунктов:
- Борки — деревня.
- Ветка — деревня.
- Греск — агрогородок.
- Клешево — деревня.
- Летковщина — агрогородок.
- Маяк — деревня.
- Морозы — деревня.
- Мусичи — деревня.
- Островок — деревня.
- Прогресс — деревня.
- Старина — деревня.
- Степково — деревня.
- Шуляки — деревня.